# Determinante funcional
En bases de datos, se define como determinante el atributo del cual depende funcionalmente —por completo— algún otro atributo.

## Forma Normal de Boyce-Codd
La definición de la 3NF tiene ciertas deficiencias. En términos más precisos, no maneja de manera satisfactoria el caso de una relación en la cual:
1. hay varias claves candidatas;
2. esas claves candidatas son compuestas, o
3. las claves candidatas se traslapan (tienen por lo menos un atributo en común).

Así, después de haber reforzado la definición de 3NF para tener en cuenta estos puntos, se le llamó Forma normal de Boyce-Codd (fnbc).
La combinación de estas tres condiciones se presenta muy raramente.
Cuando no son aplicables estas tres condiciones, la definición de fnbc se reduce a la antigua de 3NF.
Con esta definición de determinante funcional, puede decirse que una table está en fnbc si y solo si todo determinante es una clave candidata. En otras palabras, los únicos determinantes son las claves candidatas.